# Vifolka, Valkebo och Gullbergs domsagas valkrets
Vifolka, Valkebo och Gullbergs domsagas valkrets var vid riksdagsvalen till andra kammaren 1866–1908 en egen valkrets med ett mandat. Valkretsen, som omfattade Vifolka, Valkebo och Gullbergs härader, avskaffades inför andrakammarvalet 1911 och uppgick i Östergötlands läns södra valkrets.

## Riksdagsmän
- Carl Anders Larsson, min 1867, nylib 1868–1869 (1867–1869)
- Fredrik Forssbeck, lmp (1870–1872)
- Carl Anders Larsson, lmp (1873–1884)
- Gustaf Anderson, lmp 1885–1887, nya lmp 1888–1894, lmp 1895–1902 (1885–1902)
- Carl Gustafsson, lmp 1903–1905, nfr 1906 (1903–1911)

## Valresultat

### 1896
| Andrakammarvalet i Sverige 1896: Vifolka, Valkebo och Gullbergs domsagas valkrets | Andrakammarvalet i Sverige 1896: Vifolka, Valkebo och Gullbergs domsagas valkrets | Andrakammarvalet i Sverige 1896: Vifolka, Valkebo och Gullbergs domsagas valkrets | Andrakammarvalet i Sverige 1896: Vifolka, Valkebo och Gullbergs domsagas valkrets | Andrakammarvalet i Sverige 1896: Vifolka, Valkebo och Gullbergs domsagas valkrets |
| Kandidat                                                                          | Kandidat                                                                          | Röster                                                                            | Röster                                                                            | Röster                                                                            |
| Kandidat                                                                          | Kandidat                                                                          | Antal                                                                             | %                                                                                 | +− %                                                                              |
| --------------------------------------------------------------------------------- | --------------------------------------------------------------------------------- | --------------------------------------------------------------------------------- | --------------------------------------------------------------------------------- | --------------------------------------------------------------------------------- |
|                                                                                   | Gustaf Anderson                                                                   | 300                                                                               | 59,6                                                                              |                                                                                   |
|                                                                                   | C.V. Landelius på Jakobslund                                                      | 170                                                                               | 33,8                                                                              |                                                                                   |
|                                                                                   | E.T. Ernander från Harg                                                           | 25                                                                                | 5,0                                                                               |                                                                                   |
|                                                                                   | Övriga kandidater                                                                 | 8                                                                                 | 1,6                                                                               | —                                                                                 |
| Antal giltiga röster                                                              | Antal giltiga röster                                                              | 503                                                                               |                                                                                   |                                                                                   |
| Kasserade röster                                                                  | Kasserade röster                                                                  | 6                                                                                 |                                                                                   |                                                                                   |
| Totalt                                                                            | Totalt                                                                            | 509                                                                               |                                                                                   |                                                                                   |

Valdeltagandet var 41,1%.

### 1899
| Andrakammarvalet i Sverige 1899: Vifolka, Valkebo och Gullbergs domsagas valkrets | Andrakammarvalet i Sverige 1899: Vifolka, Valkebo och Gullbergs domsagas valkrets | Andrakammarvalet i Sverige 1899: Vifolka, Valkebo och Gullbergs domsagas valkrets | Andrakammarvalet i Sverige 1899: Vifolka, Valkebo och Gullbergs domsagas valkrets | Andrakammarvalet i Sverige 1899: Vifolka, Valkebo och Gullbergs domsagas valkrets |
| Kandidat                                                                          | Kandidat                                                                          | Röster                                                                            | Röster                                                                            | Röster                                                                            |
| Kandidat                                                                          | Kandidat                                                                          | Antal                                                                             | %                                                                                 | +− %                                                                              |
| --------------------------------------------------------------------------------- | --------------------------------------------------------------------------------- | --------------------------------------------------------------------------------- | --------------------------------------------------------------------------------- | --------------------------------------------------------------------------------- |
|                                                                                   | Gustaf Anderson                                                                   | 382                                                                               | 64,8                                                                              | ▲5,2                                                                              |
|                                                                                   | C.V. Landelius på Jakobslund                                                      | 200                                                                               | 34,0                                                                              | ▲0,2                                                                              |
|                                                                                   | Övriga kandidater                                                                 | 7                                                                                 | 1,2                                                                               | —                                                                                 |
| Antal giltiga röster                                                              | Antal giltiga röster                                                              | 589                                                                               |                                                                                   |                                                                                   |
| Kasserade röster                                                                  | Kasserade röster                                                                  | 5                                                                                 |                                                                                   |                                                                                   |
| Totalt                                                                            | Totalt                                                                            | 594                                                                               |                                                                                   |                                                                                   |

Valet ägde rum den 25 augusti 1899. Valdeltagandet var 47,9%.

### 1902
| Andrakammarvalet i Sverige 1902: Vifolka, Valkebo och Gullbergs domsagas valkrets | Andrakammarvalet i Sverige 1902: Vifolka, Valkebo och Gullbergs domsagas valkrets | Andrakammarvalet i Sverige 1902: Vifolka, Valkebo och Gullbergs domsagas valkrets | Andrakammarvalet i Sverige 1902: Vifolka, Valkebo och Gullbergs domsagas valkrets | Andrakammarvalet i Sverige 1902: Vifolka, Valkebo och Gullbergs domsagas valkrets |
| Kandidat                                                                          | Kandidat                                                                          | Röster                                                                            | Röster                                                                            | Röster                                                                            |
| Kandidat                                                                          | Kandidat                                                                          | Antal                                                                             | %                                                                                 | +− %                                                                              |
| --------------------------------------------------------------------------------- | --------------------------------------------------------------------------------- | --------------------------------------------------------------------------------- | --------------------------------------------------------------------------------- | --------------------------------------------------------------------------------- |
|                                                                                   | Carl Gustafsson                                                                   | 379                                                                               | 54,7                                                                              |                                                                                   |
|                                                                                   | Gustaf Anderson                                                                   | 294                                                                               | 42,4                                                                              | ▼22,4                                                                             |
|                                                                                   | Övriga kandidater                                                                 | 20                                                                                | 2,9                                                                               | —                                                                                 |
| Antal giltiga röster                                                              | Antal giltiga röster                                                              | 693                                                                               |                                                                                   |                                                                                   |
| Kasserade röster                                                                  | Kasserade röster                                                                  | 6                                                                                 |                                                                                   |                                                                                   |
| Totalt                                                                            | Totalt                                                                            | 699                                                                               |                                                                                   |                                                                                   |

Valet ägde rum den 7 september 1902. Valdeltagandet var 52,0%.

### 1905
| Andrakammarvalet i Sverige 1905: Vifolka, Valkebo och Gullbergs domsagas valkrets | Andrakammarvalet i Sverige 1905: Vifolka, Valkebo och Gullbergs domsagas valkrets | Andrakammarvalet i Sverige 1905: Vifolka, Valkebo och Gullbergs domsagas valkrets | Andrakammarvalet i Sverige 1905: Vifolka, Valkebo och Gullbergs domsagas valkrets | Andrakammarvalet i Sverige 1905: Vifolka, Valkebo och Gullbergs domsagas valkrets |
| Kandidat                                                                          | Kandidat                                                                          | Röster                                                                            | Röster                                                                            | Röster                                                                            |
| Kandidat                                                                          | Kandidat                                                                          | Antal                                                                             | %                                                                                 | +− %                                                                              |
| --------------------------------------------------------------------------------- | --------------------------------------------------------------------------------- | --------------------------------------------------------------------------------- | --------------------------------------------------------------------------------- | --------------------------------------------------------------------------------- |
|                                                                                   | Carl Gustafsson                                                                   | 464                                                                               | 68,4                                                                              | ▲13,7                                                                             |
|                                                                                   | G. Larsson i Gällsta-Lundby                                                       | 209                                                                               | 30,8                                                                              |                                                                                   |
|                                                                                   | Övriga kandidater                                                                 | 5                                                                                 | 0,8                                                                               | —                                                                                 |
| Antal giltiga röster                                                              | Antal giltiga röster                                                              | 678                                                                               |                                                                                   |                                                                                   |
| Kasserade röster                                                                  | Kasserade röster                                                                  | 4                                                                                 |                                                                                   |                                                                                   |
| Totalt                                                                            | Totalt                                                                            | 682                                                                               |                                                                                   |                                                                                   |

Valet ägde rum den 3 september 1905. Valdeltagandet var 45,7%.

### 1908
| Andrakammarvalet i Sverige 1908: Vifolka, Valkebo och Gullbergs domsagas valkrets | Andrakammarvalet i Sverige 1908: Vifolka, Valkebo och Gullbergs domsagas valkrets | Andrakammarvalet i Sverige 1908: Vifolka, Valkebo och Gullbergs domsagas valkrets | Andrakammarvalet i Sverige 1908: Vifolka, Valkebo och Gullbergs domsagas valkrets | Andrakammarvalet i Sverige 1908: Vifolka, Valkebo och Gullbergs domsagas valkrets |
| Kandidat                                                                          | Kandidat                                                                          | Röster                                                                            | Röster                                                                            | Röster                                                                            |
| Kandidat                                                                          | Kandidat                                                                          | Antal                                                                             | %                                                                                 | +− %                                                                              |
| --------------------------------------------------------------------------------- | --------------------------------------------------------------------------------- | --------------------------------------------------------------------------------- | --------------------------------------------------------------------------------- | --------------------------------------------------------------------------------- |
|                                                                                   | Carl Gustafsson (höger)                                                           | 888                                                                               | 61,0                                                                              | ▼7,4                                                                              |
|                                                                                   | Emil Fredriksson (frisinnad)                                                      | 566                                                                               | 39,0                                                                              |                                                                                   |
| Antal giltiga röster                                                              | Antal giltiga röster                                                              | 1454                                                                              |                                                                                   |                                                                                   |
| Kasserade röster                                                                  | Kasserade röster                                                                  | 5                                                                                 |                                                                                   |                                                                                   |
| Totalt                                                                            | Totalt                                                                            | 1459                                                                              |                                                                                   |                                                                                   |

Valet ägde rum den 6 september 1908. Valdeltagandet var 78,8%.